# Pistolet maszynowy Daewoo K7
Daewoo K7 – koreański wytłumiony pistolet maszynowy zaprezentowany po raz pierwszy w 2003 roku.
K7 został zbudowany z wykorzystaniem podzespołów karabinka Daewoo K1. Przejął z niego komorę zamkową i kolbę. Nowy jest zamek i lufa wyposażona w integralny tłumik dźwięku.

## Opis
Daewoo K7 jest bronią samoczynno-samopowtarzalną działającą na zasadzie odrzutu zamka swobodnego, strzelającą z zamka zamkniętego. Komora zamkowa tłoczona z blachy stalowej. Mechanizm spustowy umożliwia strzelanie ogniem pojedynczym, seriami trójstrzałowymi i ogniem ciągłym. Zasilanie broni z dwurzędowych magazynków o pojemności 30 naboi. Rękojeść przeładowania z prawej strony broni. Lufa gwintowana, z integralnym tłumikiem dźwięku. Przyrządy celownicze składają się z muszki i szczerbinki. Kolba składana, wysuwana.